# Hans Welzel
Hans Welzel (Artern, Turingia, 25 de marzo de 1904 - Andernach, 5 de mayo de 1977) fue un jurista y filósofo del derecho alemán.

## Biografía
A los 19 años comenzó sus estudios en la Universidad de Jena. Aunque se inició estudiando matemáticas, pronto cambió al estudio del Derecho. Se nutrió en Filosofía del Derecho de Hans Albrecht Fischer y del kantiano Bruno Bauch y estudió Derecho Penal con Gerland y Grünhut. En 1927 aprobó su primer examen de Estado y en 1932 el segundo. En 1936 fue designado profesor interino en la Universidad de Göttingen, en la que un año más tarde se le designaría como profesor extraordinario. 
En 1939, publicó Studien zum System des Strafrechts (Estudios sobre el sistema del derecho penal), donde aparece el bosquejo de un sistema de derecho penal sobre la base de la teoría final de la acción. Sobre la base de esta obra elabora la primera edición de su manual publicada al año siguiente bajo el título: Der Allgemeine Teil des Deutschen Strafrechts in seinen Grundzügen (La parte general del derecho penal alemán en sus lineamientos).
En 1940, con una producción muy significativa para su edad, fue designado profesor ordinario de la Universidad de Göttingen. En 1951 se trasladó a la Universidad de Bonn. Ahí enseñó Derecho Penal y Filosofía del Derecho, y se convirtió en el primer director del Instituto de Filosofía del Derecho de esa universidad.